# Тексаски револвераш
Тексаски револвераш је логичка грешка која настаје када се игноришу разлике, а наглашавају се сличности. Затим се те сличности користе као докази за валидност одређене тврдње или аргумента. Најчешће говорник занемарује велику количину информација и усресређује се на оно мало које подржавају његов аргумент или хипотезу.
У псеудонауци је ова грешка присутна, јер се користе исти подаци да би се поставила хипотеза и тестирала. Проблем са оваквим радом је што хипотеза мора бити конструисана пре него што се на основу ње прикупе подаци. Уколико се за стварање хипотезе употребљава једна група података, онда се за испитивање мора користити потпуно нова група.
Ова логичка грешка је последица апофеније. Тај психолошки феномен односи се на тежњу да се проналазе шаблони тамо где их нема или су настали сасвим случајно, најчешће природним путем. Обично се манифестује у визуелној или звучној перцепцији и та подврста овог феномена се назива пареидолија. Апофенија се понекад служи за рационализацију коцкања, када коцкари замишљају шаблоне у бројевима лутрије, рулета, па чак и у карташким играма. Једна варијација овог феномена је и логичка грешка коцкарска заблуда.
Логичка грешка тексаски револвераш је добила назив по шали о револверашу из Тексаса који је насумично пуцао у шталски зид па онда оцртао мету око места где има највише рупа - тако је створио утисак да је невероватно добар стрелац.

## Примери
- Произвођачи слатких газираних пића наводе резултате истраживања која су показала да од пет земаља у којима се таква пића највише продају, три спадају у десет најздравијих земаља на планети и то узимају као доказ да су њихова пића здрава.

Овде се потпуно занемарују сви остали могући узроци заслужни за здравствено стање грађана поменутих држава. Такође се и занемарују подаци из других држава у којима се та пића конзумирају.